# Адаптација рецептора
Адаптација рецептора представља прилагођавање чулног рецептора на продужено дејство стимулуса непромењеног интензитета. Различити чулни рецептори имају различиту врсту адаптације и могу бити тонични, фазични и фаизично-тонични рецептори. 
Адаптација је опадање електричних одговора рецепторског неурона током времена упркос сталном присуству одговарајућег стимулуса константне снаге. Ова промена је очигледна као постепено смањење учесталости шиљака који се стварају унутар рецепторског неурона. Фазни рецептори се брзо прилагођавају и, према томе, обавештавају о брзини промене стимулуса. Тонични рецептори се полако прилагођавају и обавештавају о присуству и снази стимулуса. Многи сензорни неурони могу ујединити оба својства одговора и називају се фазично-тонични рецептори. Обично показују фазни одговор на почетку стимулуса, праћен дуготрајним, али нижим тоничним одговором.

## Врсте рецептора по способности адаптације

### Тонични рецептори
Тонични рецептори се не адаптирају на стимулус и шаљу константну информацију целокупног периода трајања стимулуса непромењеног интензитета, шаљу константну фреквенцију импулсације. На пример, такви рецептори су проприоцептори, који шаљу информацију организму о степену истегнутости скелетне мускулатуре, јер одржавање усправног положаја тела захтева сталне информације о дужини мишића и тетива и о положају зглобова. Интероцептори су такође тонични.

### Фазични рецептори
Фазични или брзо-адаптирајући рецептори са почетком деловања стимулуса реагују генезом одговарајуће фреквенције акционих потенцијала, а током продуженог деловања монотоне дражи прекидају импулсацију, иако стимулус и даље траје. Олфакторни и тактилни рецептори су пример фазичних рецептора, који убрзо након деловања стимулуса престају с импулсацијом, иако стимулус и даље делује.

### Фазично-тонични рецептори
Делимично се адаптирају на продужено деловање монотоног стимулуса. Након иницијалног одговора на почетак деловања стимулуса, током његовог продуженог транања умањују фреквенцију на нижи ниво, који се затим одржава непромењен све док стимулус делује.

## Дејство дрога на неуралну адаптацију
Неурална адаптација се може десити и другим средствима осим природним. Антидепресиви, као што су они који изазивају смањење регулације β-адренергичких рецептора, могу изазвати брзе неуралне адаптације у мозгу. Креирањем брзог прилагођавања у регулацији ових рецептора, могуће је да лекови смање ефекте стреса на оне који узимају лекове.

## Важност адаптације чулних рецептора
Чулни систем региструје промене интензитета, локализације и трајања стимулуса, јер су такве информације значајне за преживљавање. Адаптација рецептора представља начин којим се мозак штити од импулсације које не носе нове и важне информације за организам. Основ адаптације рецептора обухвата неуроналне и не-неуроналне догађаје. У неким случајевима, адаптација је условљена десензитизацијом рецепторског протеина на мембрани ћелије.